# براد واناماكير
براد واناماكير (بالإنجليزية: Brad Wanamaker)‏ مواليد 25 يوليو 1989، هو لاعب كرة سلة أمريكي بدأ مسيرته الاحترافية في سنة 2011 يلعب مع فريق بروس باسكتس ويحمل الرقم 11. يبلغ طوله 6 قدم 4 بوصة (1.9 م).

## فرق لعب لها
- ليموج سي إس بي
- بروس باسكتس

## روابط خارجية
- براد واناماكير على موقع الدوري الأوروبي لكرة السلة (الإنجليزية)
- براد واناماكير على موقع إن بي أي (الإنجليزية)
- براد واناماكير على موقع سبورتس رفرنس (الإنجليزية)
- براد واناماكير على موقع كرة السلة الأوروبية.كوم (الإنجليزية)
- براد واناماكير على موقع إي إس بي إن.كوم (الإنجليزية)
- براد واناماكير على موقع كلية كرة السلة في سبورتس رفرنس.كوم (الإنجليزية)
- براد واناماكير على موقع ريلجم (الإنجليزية)
- براد واناماكير على موقع بروبوليرز (الإنجليزية)
- براد واناماكير على موقع سبورتس رفرنس (الإنجليزية)
- براد واناماكير على موقع سبورتس رفرنس (الإنجليزية)